# ابوسلیمان سجستانی
محمد بن طاهر بن بهرام سِجِستانی (سیستانی)، نامور به «منطقی»، اندیشمند، فرزانه (فیلسوف) و باورنگار سده چهارم هجری قمری است. ابوسلیمان بین دوره فارابی و شیخ‌الرئیس ابوعلی سینا می‌زیسته‌است.
از تاریخ درست زادروز او آگاهی در دست نیست، حتی ابن ندیم که از شاگردان او بوده نیز زادروز او را نگفته‌است. دانشنامه ایران و اسلام تاریخ تقریبی زادروز او را ۲۹۱ خورشیدی (۳۰۰ ق) دانسته‌است. او در سیستان زاده شده است، اما پیشینه زندگی دانشی‌اش را در بغداد سپری کرد. او در سیستان از پشتیبانی امیر ابوجعفر بانویه (درگذشته ۳۴۱ خورشیدی – ۳۵۲ ق) از نوادگان یعقوب لیث صفاری که فرمانروای دست‌نشانده سامانیان بود و همچنین از پشتیبانی عضدالدوله دیلمی (درگذشته ۳۶۱ خورشیدی – ۳۷۲ ق) در بغداد برخوردار بود. ابوسلیمان در سیستان به فراگیری دانش‌های پایه پرداخت و در بغداد پژوهش‌های خود را دربارهٔ فلسفه یونان کامل کرد. ابوسلیمان یکی از مهم‌ترین اندیشمندان دوران اسلامی است. ویژگی بارز او تنها بودن و سرنوشت تیره و تلخ اوست. با وجود این خانه او در بغداد دیدارگاه و جایگاه چند تن از نخبه‌ترین دانشمندان و فرزانگان آن زمان بوده‌است. مفاهیم فلسفی که از ابوسلیمان به دست ما رسیده‌است با رای‌های نوافلاطونیان پیوند جداناشدنی دارد و به گفته ابوحیان توحیدی، حاضران مجلس او هم بر سر این گفته‌ها اتفاق نظر داشتند. از مباحثی که این گروه آن را می‌پسندیدند، یکی رابطه نفس و بدن بوده‌است و دیگری رابطه خدا با جهان. ابوسلیمان در میان رای‌ها ش گونه‌ای عرفان عقلی را رواج می‌داد. این حرکت معرفت‌شناختی با تهذیب اخلاقی آغاز می‌شده و با اشراق فکری به اوج می‌رسیده‌است.
علم و منطق را نزد ابوبشر متی بن یونس منطقی نصرانی و ابوزکریا یحی بن عدی منطقی، تحصیل کرده‌است. او بعضی از رسائل ش را به نام عضدالدوله دیلمی تألیف کرده‌است. از شاگردان ش همه می‌توان به ابوحیان توحیدی حکیم و نویسنده اشاره کرد.
جوئل.ل.کرمر (joel.l.kremer) از دانشمندان غربی عصر حاضر در کتابی تحت عنوان «فلسفه در عصر نوزایش اسلامی» می‌گوید: ابوسلیمان سجستانی (سیستانی) نقش بسیار زیادی در انتقال میراث فرهنگی یونان باستان در گستره فرهنگی ایرانی و اسلامی داشته‌است.رسالات سه‌گانه(در انتهای صوان الحکمة) او را جوئل کرمر در کتاب خود به انگلیسی ترجمه کرده و منتشر نموده در ایران جناب آقای محمد سعید حنایی کاشانی مترجم کتاب کرمر آنها را با مطابقت با نسخه عربی منتشر کرده است و در اختیار قرار داده است. حسن ترجمه حنایی کاشانی توضیحات  مفصلی است که به فهمیدن کمک می‌کند.

## تالیفات
- صوان الحکمه (مهمترین اثر برجای مانده از وی)
- رسایل سه گانه زیر در انتهای کتاب صوان الحکمه آمده اند
- رساله فی المحرک الاول در باب

ماهیت محرک اول بحث میکند و نتیجه میگیرد که محرک اول در فیزیک تا دورترین نقطه محیط محرک است اما متفاوت با محرک در متافیزیک است که اصل نهایی فراتر از تمام اشکال است
رساله فی آن الاجرام العلویه ذوات انفس الناطقه
درباره عوالم بالاتر تفاوت آنها از عناصر اربعه و روح که به عنوان عامل حرکت آنها عمل می کند و باعث ارتباط آنها با محرک اول  هست بحث کرده است او استدلال می کند که حرکت ویژگی ذاتی طبیعت است مشابه بیان فلاسفه آیی مانند اسکندر افرودویسی  جان فیلو پتوس و ملاصدرا( همانطور که در اصل حرکت جوهری او دیده می‌شود)
رساله فی الکمال الخاص بنوع الانسان
به بررسی رابطه بین اصل نهایی و فردی می پردازد که صلح هماهنگی در جهان را برقرار می‌کند و به عدالت حکم می راند

## صوان الحکمة
مهم‌ترین اثر برجای مانده از سجستانی صوان الحکمة نام دارد. این کتاب به معرفی فیلسوفان یونانی و اسلامی و دیدگاه‌های آنان می‌پردازد. شگفت آن است که در این متن برگزیده، شرح حال خود ابوسلیمان نیز به چشم می‌خورد؛ با تعابیری که بر پایه آنها نمی‌توان این قسمت را «زندگینامه خود نوشت» به‌شمار آورد. بر این اساس، به نظر می‌رسد این بخش از افزوده‌های کسی باشد که به تخلیص کتاب اصلی پرداخته‌است.